# Roquépine
Roquépine (8 aprile 1961-1975) è stata una cavalla trottatrice francese.
Figlia di Atus II e Jaina VI, si dimostrò una delle migliori femmine del trotto francese. Fra i fantini che la guidarono si annoverano Henri Levesque et Jean-René Gougeon.

## Palmarès
- Grand Prix d'Amerique 1966, 1967, 1968
- Critérium Francese dei 5 anni 1966
- Gran critérium di  Velocità della Costa Azzurra 1968
- Elitloppet 1966, 1967
- Gran Premio Lotteria di Agnano
- Gran Premio delle Nazioni Milano (2 vittorie)
- Gran Premio Costa Azzurra di Torino 1967, 1968